# HMS Revenge (S27)
Pour les autres navires du même nom, voir HMS Revenge.
Le HMS Revenge (pennant number : S27) est le quatrième et dernier sous-marin nucléaire lanceur d'engins de classe Resolution de la Royal Navy.

## Conception
Le HMS Revenge avait une longueur totale de 129,5 m et de 109,7 m entre perpendiculaires, une largeur de 10,1 m et un tirant d'eau de 9,1 m. Son déplacement était de 7 600 tonnes en surface et de 8 600 tonnes en immersion,. Un réacteur à eau pressurisée PWR1, conçu et construit par Rolls-Royce, alimentait en vapeur des turbines à vapeur à engrenages, avec une puissance évaluée à 15 000 ch (11 000 kW), lui donnant une vitesse de 25 nœuds (46 km/h) en immersion et 20 nœuds (37 km/h) en surface. Un moteur Diesel de 4 000 ch (3 000 kW) lui fournissait une puissance auxiliaire.

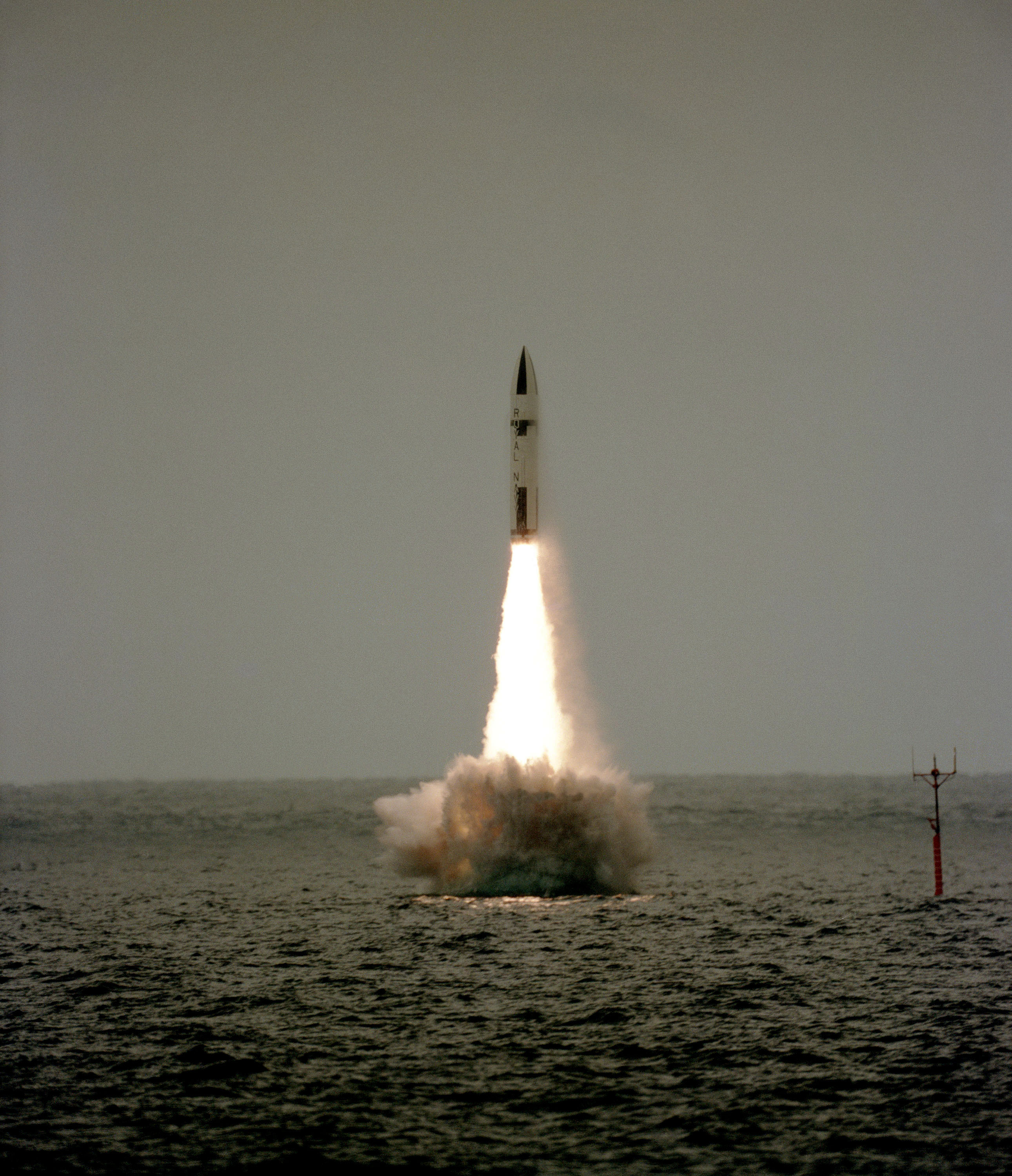
Lancement d’un Polaris depuis le HMS Revenge en 1983

Le sous-marin transportait seize tubes pour les missiles balistiques Polaris A3, sur deux rangées de huit. Les missiles avaient une portée de 2 500 milles marins (4 600 km),, et chaque missile pouvait transporter trois ogives nucléaires de 200 kilotonnes. L’armement défensif se composait de six tubes lance-torpilles de 21 pouces (533 millimètres). 
Le navire avait un effectif de 143 hommes (13 officiers et 130 autres grades), avec deux équipages distincts qui alternaient les patrouilles afin de maximiser le temps passé en mer.

## Engagements
Les quatre sous-marins de classe Resolution ont été commandés le 8 mai 1963. Au début, il était prévu de nommer le premier de la classe Revenge, mais ce nom a été considéré comme source possible de controverse par les politiciens, ainsi que par Lord Jellicoe, le Premier Lord de l'Amirauté. Revenge (en français : vengeance) suggérait « que la dissuasion nucléaire aurait échoué ». Le nom a donc été réattribué au dernier navire de la classe, dans l’espoir que la controverse associée au programme Polaris aurait diminué au moment du Lancement d'un navire du sous-marin.
Le Revenge, devenu le quatrième navire de la classe, fut construit au chantier naval Cammell Laird à Birkenhead. Sa quille fut posée le 19 mai 1965. La construction des deux sous-marins confiés à Cammell Laird (le Revenge et le Renown) été beaucoup plus lente que prévu, avec de mauvaises performances de Cammell Laird et en particulier de ses ouvriers à blâmer. À un moment donné, le ministère de la Défense a envisagé de remorquer les sous-marins inachevés jusqu’à Barrow-in-Furness pour y être achevés par Vickers-Armstrongs. Les deux sous-marins étaient connus sous le nom de « Gravy boats » (en français : « bateaux jus de viande ») par la main-d’œuvre, car ils étaient considérés comme de « l’argent facile ». Enfin, le Revenge a été lancé le 15 mars 1968. Il a été officiellement mis en service le 4 décembre 1969,.
Après sa mise en service, le Revenge a subi des essais en mer approfondis et des travaux, avant de se rendre aux États-Unis pour effectuer un tir d’essai d’un missile Polaris sur le champ de tir d’essai de l’Est au large de la Floride en juin 1970.
Il a été marqué pour élimination en 1992. En attendant l’identification d’une solution de stockage pour tous les sous-marins nucléaires déclassés du Royaume-Uni, il est actuellement stocké au chantier naval de Rosyth,, sur la rive nord du Firth of Forth. Il passe en cale sèche pour entretien et préservation environ tous les 12 ans.